# Charles-Ferdinand Ramuz
Charles-Ferdinand Ramuz (Lausana, 24 de setembro de 1878 – Lausana, 23 de maio de 1947) foi um escritor e poeta em língua francesa.

## Biografia
Ele nasceu em Lausanne, no cantão de Vaud, e foi educado na Universidade de Lausanne. Ele ensinou brevemente na vizinha Aubonne e depois em Weimar, Alemanha. Em 1903, ele partiu para Paris e lá permaneceu até a Primeira Guerra Mundial, com viagens frequentes para sua casa na Suíça. Como parte de seus estudos em Paris, ele escreveu uma tese sobre o poeta Maurice de Guérin. Em 1903, ele publicou Le petit village, uma coleção de poemas.
Em 1914, ele voltou para a Suíça.
Ele escreveu o libreto para a Histoire du soldat de Igor Stravinsky.
Ele morreu em Pully, perto de Lausanne, em 1947. Sua semelhança e uma impressão artística de suas obras aparecem na nota de 200 francos suíços (em uso atual).

## Trabalhos
- O túmulo de Ramuz e sua filha Marianne Olivieri-Ramuz (1913–2012) no cemitério de Pully.Le petit village (1903)
- Aline (1905)
- Jean-Luc persécuté (1909)

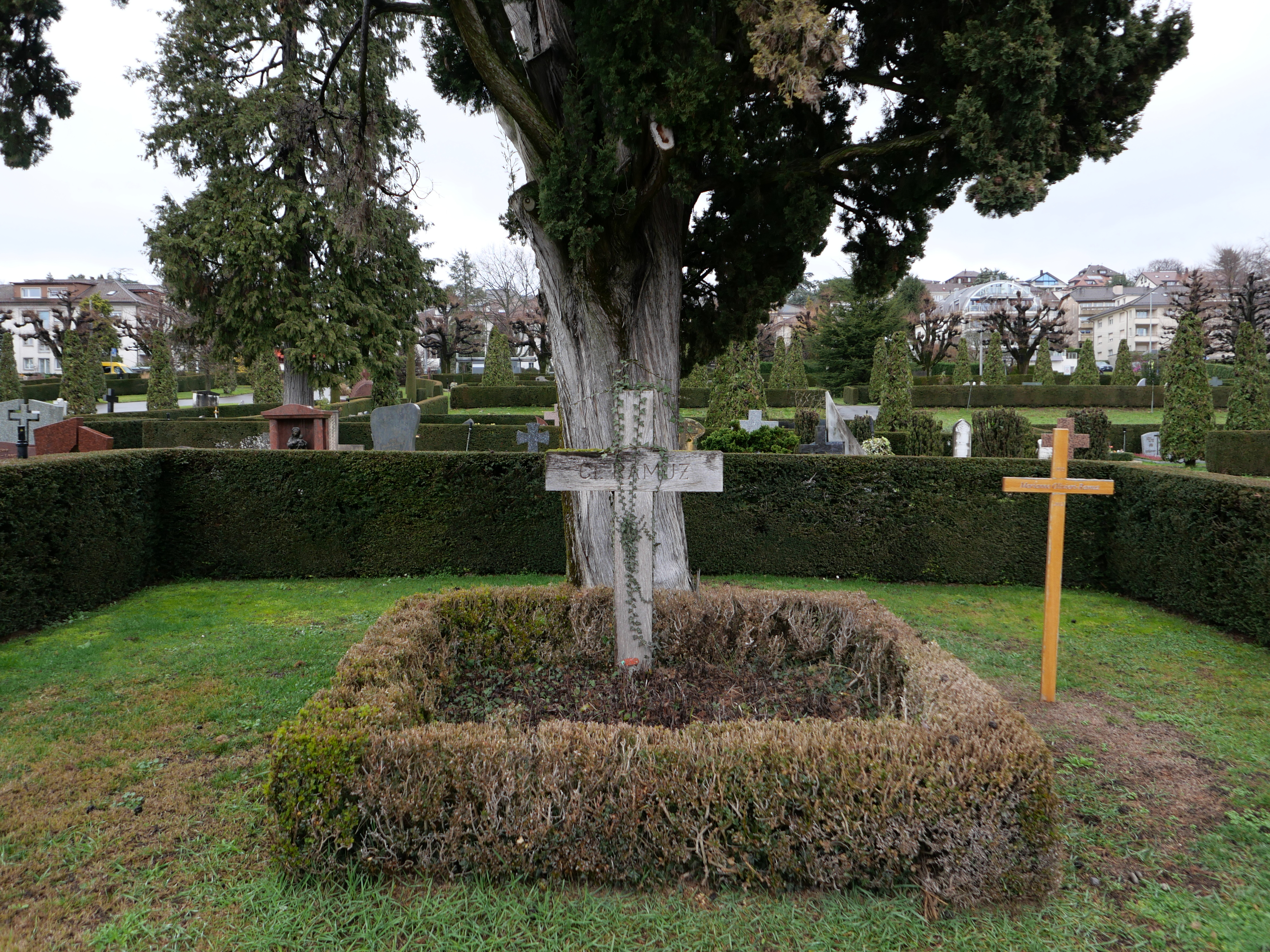
O túmulo de Ramuz e sua filha Marianne Olivieri-Ramuz (1913–2012) no cemitério de Pully.

- Aimé Pache, peintre vaudois (1911)
- Vie de Samuel Belet (1913)
- Raison d'être (1914)
- Le règne de l'esprit malin (1917) / The Reign of the Evil One, traduzido por James Whitall (Onesuch Press, 2014)
- La guérison des malades (1917)
- Les signes parmi nous (1919)
- Salutation paysanne (1919)
- Terre du ciel (1921)
- Présence de la mort (1922)
- La séparation des races (1922)
- Passage du poète (1923)
- L'amour du monde (1925)
- Chant de notre Rhône.(1920) / Riversong of the Rhone, translated by Patti M. Marxsen (Onesuch Press, 2015)
- La grande peur dans la montagne (1926) / Terror on the Mountain, traduzido por Milton Stansbury (Harcourt, Brace & World, 1967)
- La beauté sur la terre (1927) / Beauty on Earth, traduzido por Michelle Bailat-Jones (Onesuch Press, 2014)
- Adam et Eve (1932)
- Farinet, ou la fausse monnaie (1932)
- Derborence (1934) / When the Mountain Fell, traduzido por Sarah Fisher Scott (Pantheon Books, 1947)
- Questions (1935)
- Le garçon savoyard (1936)
- Taille de l'homme (1937)
- Besoin de grandeur (1937)
- Si le soleil ne revenait pas... (1937) / As if the Sun were Never to Return, traduzido por Michelle Bailat-Jones (Onesuch Press, 2015)
- Paris, notes d'un vaudois (1938)
- Découverte du monde (1939)
- La guerre aux papiers (1942)
- René Auberjonois (1943)
- Nouvelles (1944)